# Club di servizio
Un associazione di servizio (in lingua inglese service club) è un tipo di club formalmente organizzato da persone che intrattengono, sulla base di valori condivisi, dei rapporti di amicizia all'interno del club e che nel contempo si impegnano insieme per il bene di altri; questo impegno si riferisce a scopi umanitari, sociali, sanitari, culturali o educativi. I club di servizio non hanno alcun orientamento religioso o politico; sono attivi oltre i confini nazionali e sottolineano il valore e il significato dell'amicizia internazionale.

## Struttura e finalità
I club di servizio tradizionali esistono in molti, quelli maggiori in quasi tutti i Paesi del mondo. I singoli clubs appartengono alle federazioni mondiali come il "Lions Clubs International", il Rotary International o il Soroptimist International che amministrano e gestiscono le strutture e gli standard comuni, costituiscono delle piattaforme per incontri internazionali e organizzano delle iniziative umanitarie di grandi dimensioni che non possono essere sostenute da singoli club. In nessun caso i soci appartengono all'organizzazione internazionale, ma sempre al singolo club locale.
A seconda delle dimensioni della singola organizzazione ci sono ulteriori livelli di gerarchia tra il singolo club e la relativa organizzazione mondiale; sovente esistono dei cosiddetti distretti, la cui dimensione in molti casi si trova tra quella di una regione italiana e quella dell'insieme di alcuni dei grandi Stati europei; raramente però corrispondono ai territori politici o amministrativi.
Le funzioni importanti nel club - ad esempio il presidente - nel distretto (diretto da un Governatore) o nella federazione internazionale - anche questa presieduta da un presidente - vengono assegnate tramite elezione; sono sempre incarichi onorari, limitati nella durata, solitamente a dodici mesi.
I club di servizio più noti sono i club - in origine esclusivamente maschili - Rotary, Lions e Kiwanis, i club tuttora solo femminili Zonta e Soroptimist nonché Round Table che ha esclusivamente soci maschili sotto i 40 anni.
Solitamente non è prevista una domanda mirata ad entrare a far parte di un club di servizio; ogni club sceglie i propri soci, solitamente all'interno della zona geografica di competenza; il più delle volte si parte dalla proposta avanzata da un socio; solo con l'assenso di tutti i soci il candidato può poi effettivamente entrare nel club. Una condizione importante per l'ingresso nel club è l'attività professionale: il club deve unire rappresentanti del maggior possibile numero di professioni, rispecchiando possibilmente tutti i settori professionali significativi presenti nella zona; questa varietà offre a ciascun socio degli interessanti interlocutori con altre professioni. Altre condizioni importanti sono quelle personali; in particolare vengono nominate l'etica personale e professionale, tolleranza e disposizione da collaborazione e servizio - service - a favore del prossimo. Contrariamente ad un diffuso pregiudizio un reddito o patrimonio particolarmente alto, che permetterebbe consistenti donazioni di denaro, non costituisce criterio per l'ingresso; i ceti più istruiti sono però rappresentati nei club in misura largamente superiore alla proporzione nella popolazione generale.
Dei regolari incontri - nel Rotary una volta alla settimana, in alcuni club service anche meno frequentemente - devono favorire l'amicizia dei soci tra di loro, considerata un elemento essenziale della vita del club; inoltre sono occasione per attività culturali; spesso si tratta di conferenze tenute da soci, ma anche da relatori esterni. Nelle riunioni, in molti casi organizzate come riunioni conviviali, si parla anche delle questioni che riguardano il club nonché in particolare delle azioni di service dello stesso club. La partecipazione alle riunioni è, in linea di massima, obbligatoria; a seconda del club viene in misura minore o maggiore controllata e reclamata. Almeno in teoria è possibile l'espulsione dal club per una non sufficiente partecipazione.
Le azioni di service partono il più delle volte dal singolo club; delle azioni più consistenti gravano anche sul distretto o addirittura sulla federazione mondiale. Oltre all'aiuto umanitario e medico in Paesi poveri vengono realizzate anche delle azioni benefiche sociali, culturali, educative e di istruzione nella propria azione, sovente nella propria città. I contributi del vanno in questi casi dall'idea di partenza, passando per l'attività di organizzazione, la raccolta dei mezzi finanziari necessari all'interno del club e da parte di terzi, in particolare da aziende e imprenditori - spesso il buon nome di un club di servizio è decisivo per il successo della raccolta fondi - fino al lavoro pratico, anche e in particolare da parte di soci professionalmente competenti quali medici o ingegneri. Esempi noti sono la costruzione di pozzi e le azioni di vaccinazione nei Paesi in via di sviluppo. Spesso solo a fama locale giungono i progetti sociali per bambini e giovani o il salvataggio di edifici storici o di altre opere d'arte.

## Storia
La storia dei club di servizio inizia il 23 febbraio 1905 a Chicago. Il giovane avvocato Paul Harris con tre amici tenne il primo incontro di quella associazione che poco dopo venne chiamata Rotary Club; ai desiderati contatti sociali tra persone appartenenti a diverse professioni si aggiunse presto la finalità benefica orientata verso l'esterno. Nel corso di pochi anni vennero fondati dei Rotary Club in altre città degli Stati Uniti e in altri Paesi. L'ideale del Service, del Servizio a favore del community, sarebbe stato ispirato a Harris anche da associazioni femminili della seconda metà dell'Ottocento .
Attorno al 1920 vennero poi fondati altri club di servizio.

### I club di servizio più noti
- Rotary International (fondato nel 1905, 1,2 milioni di soci)
- Kiwanis International (fondato nel 1915, 550.000 soci)
- Civitan International (fondato nel 1917, 50.000 soci)
- Lions Clubs International (fondato nel 1917, 1,4 milioni di soci)
- Zonta International (fondato nel 1919, 33.000 soci)
- Soroptimist International (fondato nel 1921, 93.000 soci)
- Round Table International (fondato nel 1927, 100.000 soci)
- Ambassador Club International (fondato nel 1956, 4.200 soci)
- Amitiè Sans Frontières (fondato nel 1991 a Monaco, 5.000 soci)

Il primo club Inner Wheel è stato fondato nel 1924 da mogli di Rotariani, quindi non è un tipico club di servizio, dato che l'appartenenza non si definisce tramite la professione; oggi dell'International Inner Wheel fanno parte oltre 100.000 donne in tutto il mondo; tuttora esiste una stretta collaborazione con Rotary.
In modo simile nacque nel 1945 Ladies Circle da parte di mogli di soci di Round Table; 17.500 donne nel mondo compongono oggi Ladies Circle International, che continua ad essere attivo in stretto contatto con Round Table.

### Organizzazioni giovanili
In particolare i grandi club Rotary, Lions e Kiwanis hanno sviluppato degli autonomi club giovanili. Della famiglia rotariana fanno parte Interact, per giovani tra 12 e circa 18 anni, e Rotaract (18 - 30 anni); al Lions appartiene l'organizzazione giovanile Leo Club. Il Kiwanis Junior, invece, riunisce i giovani kiwaniani di età compresa tra i 18 e i 35 anni.
Esiste uno scambio regolare tra i club padrini e i club giovanili da loro patrocinati; questi ultimi hanno tuttavia un'ampia autonomia organizzativa. L'appartenenza è sentita e viene sottolineata; non esiste però alcun passaggio "automatico" ad esempio dal Rotaract ad un Rotary Club.
Per ovvie ragioni il totale dei fondi raccolti nelle organizzazioni giovanili non arriva alle dimensioni dei club "adulti"; in molto casi però i giovani sono attivi in prima persona; intrattengono ad esempio degli stretti rapporti con case per anziani, asili infantili, centri sociali o altre istituzioni di assistenza, da loro regolarmente aiutati in azioni particolari e nella cura degli assistiti.
Come i club di servizio veri e propri anche i club giovani invitano degli ospiti ad assistere alle conferenze, a partecipare ad azioni sociali e in particolare a conoscere l'atmosfera e i soci del club. In alcuni casi può portare all'ingresso di un nuovo socio.